# Campeonato Sudamericano 1916/Uruguay
Dieser Artikel behandelt die Uruguayische Fußballnationalmannschaft bei dem Campeonato Sudamericano 1916, der ersten Südamerikameisterschaft, die in Argentinien stattfand. Eine Qualifikation war für das Turnier, an dem die vier Gründungsmitglieder der CONMEBOL teilnahmen, nicht nötig.

## Uruguayisches Aufgebot
| Name                                  | Verein                                | Geburtsdatum              | Spiele   | aTorea   | Platzverw. |  |
| Torhüter                              | Torhüter                              | Torhüter                  | Torhüter | Torhüter | Torhüter   |  |
| ------------------------------------- | ------------------------------------- | ------------------------- | -------- | -------- | ---------- |  |
| Cayetano Saporiti                     | Montevideo Wanderers0                 | 14. Jan. 1887             | 3        | 0        | 0          |  |
| Abwehr                                |                                       |                           |          |          |            |  |
| Miguel Benincasa                      | River Plate Football Club             | ?                         | 1        | 0        | 0          |  |
| Francisco Castellino                  | Nacional Montevideo                   | ?                         | 1        | 0        | 0          |  |
| Alfredo Foglino                       | Nacional Montevideo                   | 1. Feb. 1892              | 3        | 0        | 0          |  |
| Mittelfeld                            |                                       |                           |          |          |            |  |
| Pablo Dacal                           | Nacional Montevideo                   | ?                         | 0        | 0        | 0          |  |
| Juan Delgado                          | Central Español                       | 26. Feb. 1891             | 3        | 0        | 0          |  |
| Jorge Germán Pacheco 0                | Peñarol                               | ?                         | 2        | 0        | 0          |  |
| José Pérez                            | Peñarol                               | ?                         | 0        | 0        | 0          |  |
| Antonio Urdinarán                     | Uruguay                               | 30. Okt. 1898             | 0        | 0        | 0          |  |
| José Vanzzino                         | Nacional Montevideo                   | 1895                      | 1        | 0        | 0          |  |
| Manuel Varela                         | Peñarol                               | 1891 oder 1892            | 3        | 0        | 0          |  |
| Alfredo Zibechi                       | Montevideo Wanderers                  | 30. Okt. 1895             | 1        | 0        | 0          |  |
| Angriff                               |                                       |                           |          |          |            |  |
| José Brachi                           | Nacional Montevideo                   | ?                         | 1        | 0        | 0          |  |
| Isabelino Gradín                      | Peñarol                               | 8. Juli 1897              | 3        | 3        | 0          |  |
| Rodolfo Marán                         | Nacional Montevideo                   | 1897                      | 1        | 0        | 0          |  |
| José Piendibene                       | Peñarol                               | 5. Juni 1890              | 3        | 2        | 0          |  |
| Ángel Romano                          | Nacional Montevideo                   | 2. Aug. 1893              | 2        | 0        | 0          |  |
| Pascual Somma                         | Nacional Montevideo                   | 7. Februar 1891 oder 1896 | 3        | 0        | 0          |  |
| José Tognola                          | Reformers FC                          | ?                         | 2        | 1        | 0          |  |
| Trainer                               |                                       |                           |          |          |            |  |
| Alfredo Foglino (Spielertrainer)      | Alfredo Foglino (Spielertrainer)      | 1. Feb. 1892              |          |          |            |  |
| Jorge Germán Pacheco (Spielertrainer) | Jorge Germán Pacheco (Spielertrainer) | ?                         |          |          |            |  |

## Spiele
| Pl. | Land        | Sp. | S | U | N | Tore    | Diff. | Punkte |
| --- | ----------- | --- | - | - | - | ------- | ----- | ------ |
| 1.  | Uruguay     | 3   | 2 | 1 | 0 | 006:100 | +5    | 05:10  |
| 2.  | Argentinien | 3   | 1 | 2 | 0 | 007:200 | +5    | 04:20  |
| 3.  | Brasilien   | 3   | 0 | 2 | 1 | 003:400 | −1    | 02:40  |
| 4.  | Chile       | 3   | 0 | 1 | 2 | 002:110 | −9    | 01:50  |

|                                                        |   |           |           |
| So., 2. Juli 1916 in der Cancha de Gimnasia y Esgrima  |   |           |           |
| Uruguay                                                | – | Chile     | 4:0 (1:0) |
| Mi., 12. Juli 1916 in der Cancha de Gimnasia y Esgrima |   |           |           |
| Uruguay                                                | – | Brasilien | 2:1 (0:1) |
| Mo., 17. Juli 1916 in der Cancha de Racing Club        |   |           |           |
| Argentinien                                            | – | Uruguay   | 0:0       |

Nachdem Uruguay in seinem ersten Spiel gegen Chile zunächst nur mit einem Tor zur Halbzeit geführt hatte, gewannen sie souverän mit 4:0  das Spiel. Piendibene und Gradín erzielten dabei je zwei Tore. Zehn Tage später bestritten die Urus ihr zweites Spiel gegen Brasilien. Sie gerieten dabei bereits in der achten Minute in Rückstand durch ein Tor von Arthur Friedenreich, konnten jedoch nach einer Stunde durch das dritte Tor des Torschützenkönigs Gradín ausgleichen und dank Tognola in der 77. Minute den Siegtreffer erzielen. Nach zwei gewonnenen Spielen reichte ihnen im letzten Spiel gegen Argentinien bereits ein Unentschieden zum Turniersieg, da die Argentinier nur je ein Unentschieden und einen Sieg erzielen konnten, womit sie einen Punkt Rückstand hatten. Nach einem 0:0 wurde Uruguay erster Südamerikameister. Dieses Spiel war dabei zunächst am 16. Juli wie alle anderen in der Cancha de Gimnasia y Esgrima angepfiffen worden. Doch wegen Krawallen musste es nach fünf Minuten abgebrochen werden und wurde einen Tag darauf in der Cancha de Racing Club in der sechsten Minute fortgesetzt.